# هل دیوید
 هل دیوید (انگلیسی: Hal David؛ ۲۵ مهٔ ۱۹۲۱ – ۱ سپتامبر ۲۰۱۲) یک موسیقی‌دان اهل ایالات متحده آمریکا بود.